# Karaca Dağ
37°43′59.4″N 39°38′11.8″Ø / 37.733167°N 39.636611°Ø
Karaca er en 1.957 m høj skjoldvulkan i det østlige Tyrkiet (Provinsen Şanlıurfa), ca. 100 km nord for grænsen til Syrien. Tidspunktet for det seneste udbrud er ukendt. En analyse af lavaen ved hjælp af Kalium-Argon-datering gav et tidspunkt i midten af Pleistocæn, men satellitoptagelser synes at vise, at nogle af lavestrømmene kun er få tusinde år gamle.
Ifølge en artikel i bladet Der Spiegel fra den 3. juni 2006, har Max Planck Instituttet for avlsforkning i Köln opdaget, at den fælles stamform til 68 af nutidens Enkornsorter stadig vokser som vilde planter på Karacas skråninger. Vulkanen ligger 30 km fra det neolitiske fundsted, Göbekli Tepe, hvor opførelsen af et større, ceremonielt kultsted omkring 10.000 f.Kr. sikkert blev muliggjort ved forsyninger af korn fra Karaca Dağ. 